# Milford (hrabstwo Hillsborough)
Milford – jednostka osadnicza w Stanach Zjednoczonych, w stanie New Hampshire, w hrabstwie Hillsborough.